# Parque de Bombas
El Parque de Bombas és un històric parc de bombers de Ponce, Puerto Ricoubicat a la Plaza Las Delicias, just darrere de la Catedral de Ponce. L'edifici va ser el primer parc de bombers de la ciutat durant molts anys i ara és un Museu. El seu nom ve de les unitats de lluita contra el foc amb bombes manuals que l'edifici va albergar. Ha estat reconegut per les seves funcions històriques i arquitectòniques per la societat porto-riquenya. Fou el primer parc de bombers de Puerto Rico. Va ser llistat en el Registre Nacional de LLocs Historics de Puerto Rico el 12 de juliol de 1984.

## Història
L'estructura va ser construïda com el principal pavelló de l'Exposició de Comerç de 1882. Un soldat de l'exèrcit espanyol, Lt. Coronel Máximo de Meana y Guridi va ser un arquitecte professional assignat a Puerto Rico per la epoca. El govern central basat a Madrid li va assignar a la tasca de dissenyar i construir l'edifici. L'edifici va ser inaugurat durant la Fira Mundial de 1882 a Ponce . Els participants del festival van utilitzar l'edifici com el seu pavelló principal. La primera brigada de bombers a l'edifici es va instal·lar el 2 de febrer de 1883.
Els principals focs que es van produir a la ciutat van ser el  27 de febrer de 1820, i el març de 1845. Meana va ser anomenat alcalde de Ponce el 1882 i, el 1885, l'estació esdevingué en l'estació oficial de bombers de Ponce. Així, totes les operacions de lluita contra el foc a Ponce i ciutats adjacents es gestionaven des del Parc de Bombas.

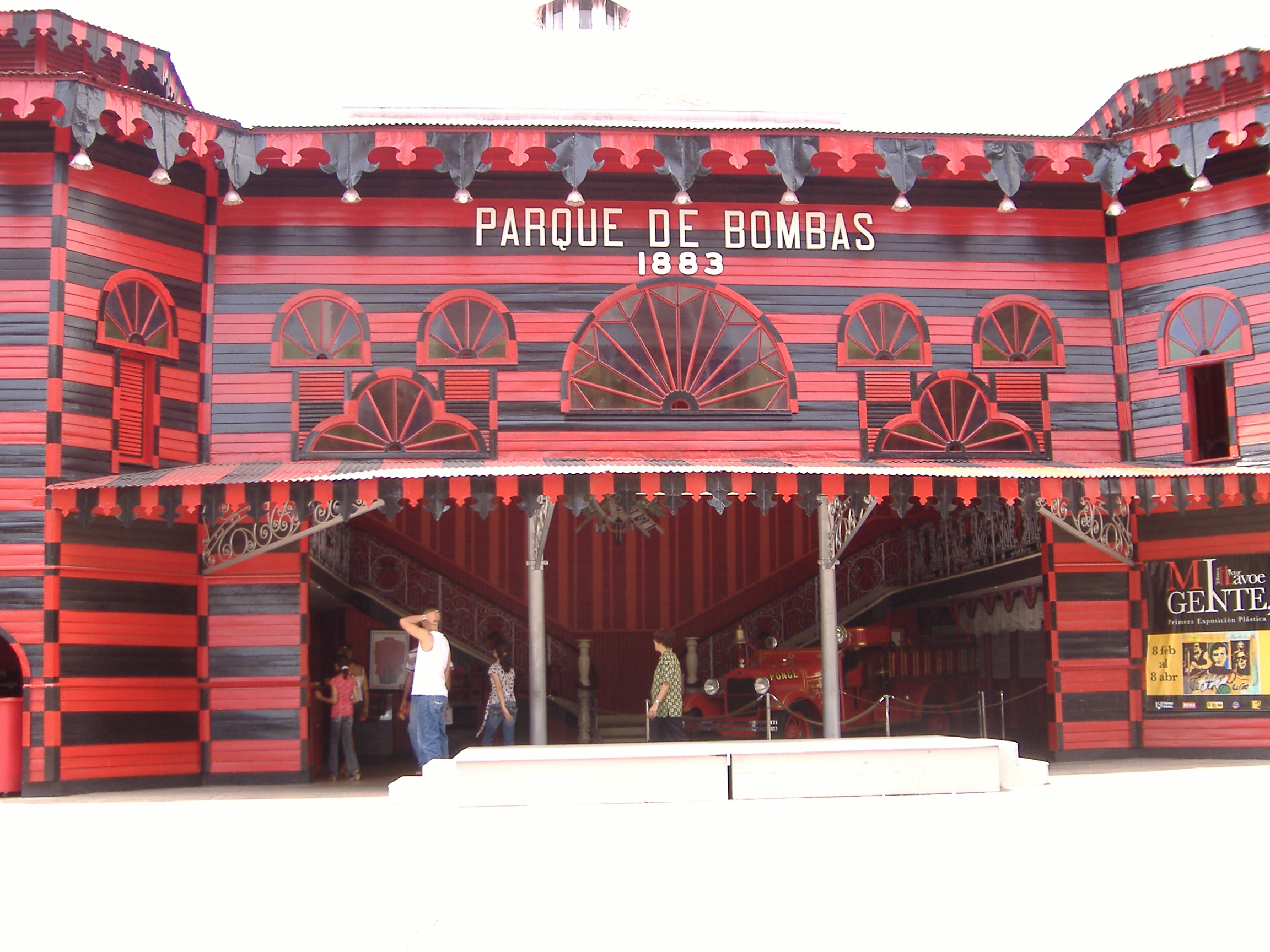
Vista frontal del parc de bombers

El 25 de gener de 1899, un gran foc (batejat més tard  "El Polvorin") va aguaitar les vides dels Ponceños, així com l'economia global de Puerto Rico, donada la funció de facto de Ponce com a capital bancària i agrícola de Puerto Rico. Una pintura dins Parc de Bombas commemora els actes heroics de set bombers i un civil que van lluitar amb valentia contra el voraç foc que va aguaitar la regió. Desobeint les ordres de les tropes americanes que recentment havien agafat el control de Puerto Rico, el grup fou capaç d'apaivagar les flames que havien començat dins les reserves de pólvora de l'Exèrcit dels EUA. A causa dels seus esforços coratjosos, el desastre va poder ser evitat. Pel seu èxit, el grup fou honorat a Ponce i la resta de Puerto Rico. A unes quantes iardes del Parc de Bombas, a la Plaça Federico Degetau, es troba un obelisc en la seva memòria, i al Cementeri Civil de Ponce es va construir un mausoleu en 1911 en memòria seva i on els set herois foren enterrats. Més tard, l'edifici del Parc de Bombas va ser pintat amb els colors tradicionals de la ciutat de Ponce, el vermell i el negre. Una sèrie de cases es van construir uns quants anys més tard pels bombers i les seves famílies al carrer 25 de Enero i foren també pintades en aquests colors.
El parc va continuar servint a la ciutat de Ponce el  1990, després de 108 anys com a parc de bombers. En aquell any, les seves funcions foren transferides a un parc proper, i l'edifici va ser oficialment convertit a un museu sobre la lluita contra el foc. L'arquitecte al càrrec de la seva restauració va ser Pablo Ojeda O'Neill. Avui dia, una foto dels bombers de 1883 penja en les parets de l'edifici del Parc de Bombas. El 1983 es va commemorar al parc el 100è aniversari de la victòria de la brigada sobre el infame foc. Diversos artefactes utilitzats pel cos de bombers de 1882 són exposats al museu actual. Entre aquests es troben alguns artefactes utilitzats per combatre el foc de 1883, juntament amb altres d'interès històric. Fins i tot abans de la seva clausura en 1990, el parc ja era una atracció turística important, i alguns dels bombers feien de guies per ensenyar el parc, per voluntat pròpia quan no assistien a emergències. El museu de Ponce dels bombers és conegut com a Parque de Bombas i, segons algunes estimacions, és una de les atraccions turístiques de Ponce més visitades.

## Importància
El 1820, dos grans focs van afectar la ciutat de Ponce. Un va destruir gran part del centre de la ciutat; i l'altre va afectar el 80% de la zona portuària de Ponce, paralitzant tot el comerç a la zona sud de Puerto Rico. A causa d'aquest problema i preocupació pública, el 1853, es va crear un servei voluntari de bombers oficials pel nucli urbà de Ponce anomenat la Força de Servei de Bombers Municipal i amb la missió era per lluitar i impedir focs.
Durant el mes de juliol 1882, Ponce fou el centre d'atenció de Puerto Rico, per la celebració d'una Exposició. El pavelló d'exposició principal, dedicat a exposicions agrícoles i industrials, va ser encarregat a Maximo Meana, Coronel de Lloctinent de la Milícia espanyola, i més tard, Alcalde de la ciutat. La influència morisca és manifesta en el seu pla rectangular bàsic amb torres a les seves cantonades de front: l'activa ornamentació de la façana, les seves finestres llargues i estretes amb ventiladors a la seva part superior, la pintura de brillant color, entre d'altres, tipifiquen un fort d'influència Morisca. El 1885, l'edifici va ser destinat com a parc de bombers oficial de Ponce. El 1920, va ser utilitzat breument com l'oficina de l'Alcalde arran del terratrèmol que va afectar la ciutat durant aquell any.
Des de 1885, Parc de Bombas ha estat, i és, una institució cultural important de Ponce. Els seus colors representen a la ciutat, i el seu estil únic representa un progressiu i dinàmic centre cultural. La Banda Municipal de Ponce (anteriorment, la banda dels Bombers), al principi feia concerts setmanals a la segona planta del Parc de Bombas i ara continua  cada diumenge al vespre. Anomenats  "Retretas", són part d'un programa cultural i de tradició de la ciutat de Ponce. L'estructura és extremadament format únic representa els bombers valents de Ponce, i la seva història.
El 1943, el Servei de Bombers de Puerto Rico va ser creat per llei. El seu compromís principal és extingir i impedir focs, rescats en emergències o desastres naturals, i servei a la comunitat.